# غليظ المنقار السقطري ذهبي الجناح
غليظ المنقار السقطري ذهبي الجناح او ضخم المنقار السقطري (الاسم العلمي: Rhynchostruthus socotranus) هو طائر من الشرشوريات مستوطن في سقطرى، وهي جزيرة في المحيط الهندي قبالة الساحل اليمني.

## الوصف
الذكور رمادية - بنية بشكل عام مع منقار أسود، ورأس داكن بقناع أسود، وبقع كبيرة بيضاء على الخد، وبقع صفراء زاهية كبيرة على الأجنحة والذيل. تتشابه الإناث مع الذكور على الرغم من أنها باهتة إلى حد ما، والأحداث تكون مخططة إلى حد ما وتفتقر إلى نمط الرأس المميز للبالغين.

## التوريع
تم العثور على النوع في سقطرى في مجموعة متنوعة من الموائل من الجبال إلى مستوى سطح البحر. يسكن عادة في الغابات القاحلة إلى حد ما - أو الغابات التي يسيطر عليها الفربيون والسنط والعرعر. يبدو أن ثمار هذه النباتات تشكل الجزء الأكبر من نظامها الغذائي.
يقدر عدد الأفراد بحوالي 6500 فرد بالغ. على الرغم من كونها مقصورة على جزيرة واحدة، يبدو أن مستقبلها آمن إلى حد ما. وبالتالي، لا يزال الاتحاد الدولي لحفظ الطبيعة يصنفها على أنها نوع غير مهدد. 

## الحواشي
1. ↑  BirdLife International (2016). "Rhynchostruthus socotranus". القائمة الحمراء للأنواع المهددة بالانقراض. IUCN. ج. 2016: e.T22735261A95107004. DOI:10.2305/IUCN.UK.2016-3.RLTS.T22735261A95107004.en. اطلع عليه بتاريخ 2021-11-11.
2. 1 2  IOC World Bird List Version 6.3 (بالإنجليزية), 21 Jul 2016, DOI:10.14344/IOC.ML.6.3, QID:Q27042747
3. ↑  IOC World Bird List. Version 7.2 (بالإنجليزية), 22 Apr 2017, DOI:10.14344/IOC.ML.7.2, QID:Q29937193
4. ↑  World Bird List: IOC World Bird List (بالإنجليزية) (6.4th ed.), International Ornithologists' Union, 2016, DOI:10.14344/IOC.ML.6.4, QID:Q27907675
5. ↑  مايكل جنينغز (2013). مختصر أطلس الطيور المتكاثرة في شبه الجزيرة العربية (بالعربية والإنجليزية). ترجمة: زينا مغربل. مراجعة: دحام بن إسماعيل العاني، عبد الله بن حسن النصر، أحمد بن حمادي الحربي، خالد بن محمد الطاسان. الرياض: مدينة الملك عبد العزيز للعلوم والتقنية. ص. 175. ISBN:978-603-8049-57-0. QID:Q124363719.
6. ↑  BLI (2004, 2008)

## روابط خارجية
- الصور . تم الاسترجاع 27 مايو 2008